# Przełęcz Sowia
Przełęcz Sowia (czes. Soví sedlo, Můstek) – przełęcz górska na wysokości 1160 m n.p.m. w Sudetach Zachodnich, w Karkonoszach.
Przełęcz położona jest na obszarze Karkonoskiego Parku Narodowego oraz czeskiego Karkonoskiego Parku Narodowego (czes. Krkonošský národní park, KRNAP), około 4 km na południowy wschód od Karpacza, na południowej granicy Polski z Czechami.
Przełęcz jest mało widoczna w terenie, kształtem przypomina rozległe wgłębienie o bardzo łagodnych zboczach i stromym północno-zachodnim podejściu. Oddziela masyw Czarnego Grzbietu (Obří hřeben) od Kowarskiego Grzbietu (Střecha). Cały obszar przełęczy porośnięty jest lasem regla górnego.
Na Przełęczy Sowiej znajdowało się przejście graniczne na szlaku turystycznym Sowia Przełęcz-Soví Sedlo (Jelenka).

## Szlaki turystyczne
Przez przełęcz prowadzą dwa szlaki turystyczne:
- – czerwony prowadzący z Śnieżki na Przełęcz Okraj i dalej,
- – czarny prowadzący z Karpacza na Przełęcz Sowią,
- - z Przełęczy Okraj na Przełęcz pod Śnieżką.